# Glikomika
Glikomika je sveobuhvatna studija glikoma (celokupnog komplementa šećera jednog organizma, bilo slobodnih ili prisutnih u kompleksnijim molekulima), uključujući genetičke, fiziološke, patološke, i druge aspekte. Glikomika je sistematska studija svih glikanskih struktura datog ćelijskog tipa organizma i podskup glikobiologije. Termin glikomika je izveden iz hemijskog prefiksa za zaslađivače ili šećer, „gliko-“. On je formiran da bi sledila genomska i proteomska konvecija imenovanja.

## Spoljašnje veze
- Архивирано на веб-сајту  (29. април 2017)
- [https://web.archive.org/web/20120730034937/http://glycomics.ccrc.uga.edu/GlycomicsPortal/welcome.action
- [http://www.functionalglycomics.org/